# New York Board of Trade

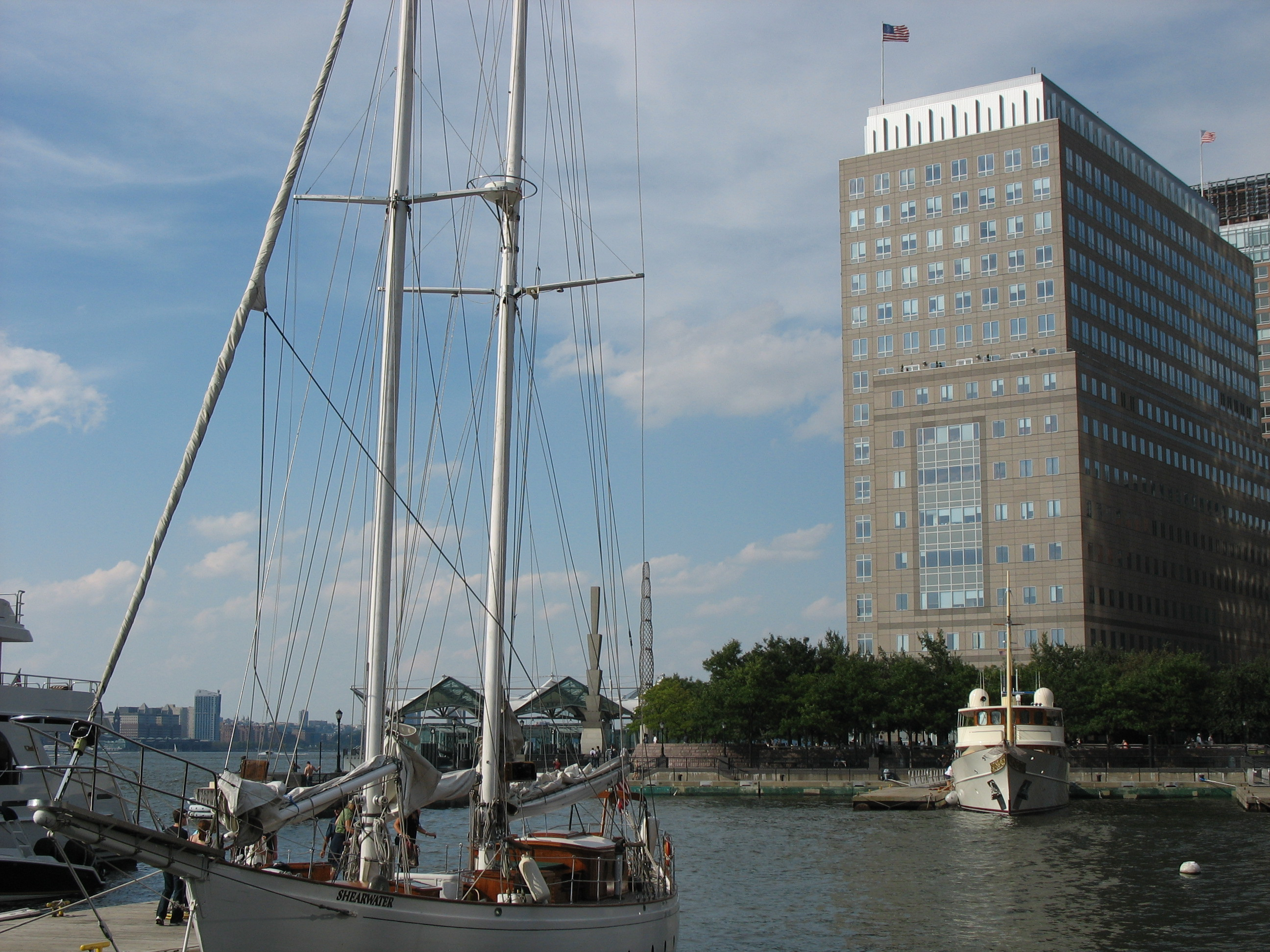
NYBOT a l'edifici del Mercantile Exchange al World Financial Center de Manhattan

El New York Board of Trade és una borsa de comerç, especialitzada en les operacions a terminis ( futures) que es refereixen a productes agrícoles i alimentaris.
Les seves activitats principals són històricament el comerç del sucre, del cacau -New York Coffee Sugar and Cocoa Exchange (CSCE)- i del cotó: New York Cotton Exchange (NYCE). S'hi signen també importants contractes en relació amb el cafè, el suc de taronja (concentrat congelat). D'ençà el maig de 2004, s'ha obert una secció per al comerç de l'etanol, que ocupa un lloc cada cop més important entre els carburants de substitució a les energies fòssils.
El New York Board of Trade és una societat privada que té un paper força important en la vida econòmica i social de New York. La seva activitat genera, directament o indirectament, diversos milers de llocs de treball.
Durant els atemptats de l'11 de setembre de 2001, la sala dels mercats i la seu, instal·lades al World Trade Center, van ser destruïdes. L'activitat va seguir a locals de socorss instal·lats a Queens. El 2003, el NYBOT va arribar a un acord amb el New York Mercantile Exchange (NYMEX) i ha canviat de seu al World Financial Center.